# Qualificazioni al campionato mondiale femminile di calcio 2015 - UEFA
La sezione europea della qualificazioni al campionato mondiale femminile di calcio 2015 è iniziata il 4 aprile 2013.

## Formato e regolamento
48 squadre nazionali dei paesi membri UEFA si affrontano per gli otto posti disponibili per la qualificazione al Mondiale 2015.
Le qualificazioni prevedono un turno preliminare con le 8 squadre con il ranking UEFA peggiore suddivise in due gironi da quattro. Le prime due classificate di ciascuno dei gironi preliminari si sono unite alle altre 38 squadre per la fase a gironi.
Nella fase a gironi le 42 squadre sono state divise in sette gruppi di 6. Le vincitrici dei gironi si qualificano alla fase finale. Le migliori quattro seconde classificate (calcolate considerando i risultati ottenuti contro prima, terza, quarta e quinta del girone) si affrontano nei play-off per l'ultimo posto disponibile.

## Turno preliminare

### Gruppo 1
| Squadra     | Pt | G | V | N | P | GF | GS | DR |
| ----------- | -- | - | - | - | - | -- | -- | -- |
| Malta       | 7  | 3 | 2 | 1 | 0 | 9  | 1  | +8 |
| Albania     | 7  | 3 | 2 | 1 | 0 | 5  | 2  | +3 |
| Lettonia    | 1  | 3 | 0 | 1 | 2 | 0  | 4  | –4 |
| Lussemburgo | 1  | 3 | 0 | 1 | 2 | 1  | 8  | –7 |

| Arbitro: | Petra Chudá |

|          |           |            |
| Curo 76’ | Marcatori | 80’ Theuma |

| Ta' Qali 4 aprile 2013, ore 18:30 UTC+2 | Lussemburgo     | 0 – 0 referto | Lettonia | Stadio di Ta' Qali (50 spett.)\| Arbitro: \| Floarea Ionescu \| |
| Arbitro:                                | Floarea Ionescu |               |          |                                                                 |

| Arbitro: | Julija Medvedeva-Kel'djuševa |

|                       |           |  |
| Memedov 17’ Velaj 41’ | Marcatori |  |

| Arbitro: | Floarea Ionescu |

|                                                                      |           |  |
| Carabott 12’ Theuma 25’ (rig.), 61’ Cuschieri 28’ Buttigieg 29’, 50’ | Marcatori |  |

| Arbitro: | Petra Chudá |

|            |           |                       |
| Maurer 45’ | Marcatori | 16’ Jashari 69’ Velaj |

| Arbitro: | Julija Medvedeva-Kel'djuševa |

|  |           |                            |
|  | Marcatori | 45+1’ Theuma 83’ Cuschieri |

### Gruppo 2
| Squadra    | Pt | G | V | N | P | GF | GS | DR |
| ---------- | -- | - | - | - | - | -- | -- | -- |
| Fær Øer    | 7  | 3 | 2 | 1 | 0 | 6  | 4  | +2 |
| Montenegro | 5  | 3 | 1 | 2 | 0 | 6  | 4  | +2 |
| Georgia    | 3  | 3 | 1 | 0 | 2 | 5  | 7  | -2 |
| Lituania   | 1  | 3 | 0 | 1 | 2 | 4  | 6  | -2 |

| Arbitro: | Linn Andersson |

|                                  |           |                           |
| H. Svedal 49’, 76’ Magnussen 51’ | Marcatori | 18’, 65’ Vukčević 59’ Kuć |

| Arbitro: | Paloma Quintero Siles |

|                                                                 |           |                                         |
| Pasikashvili 32’ Chkonia 39’ Matveeva 60’ Kunickaitė 85’ (aut.) | Marcatori | 9’ Vanagaitė 17’ Bložytė 82’ Mažukėlytė |

| Arbitro: | Dilan Gökçek |

|  |           |                                    |
|  | Marcatori | 38’ (aut.) Kvelidze 90+3’ Vukčević |

| Arbitro: | Paloma Quintero Siles |

|  |           |               |
|  | Marcatori | 61’ Andreasen |

| Arbitro: | Dilan Gökçek |

|                    |           |                 |
| H. Svedal 38’, 73’ | Marcatori | 47’ Chichinadze |

| Arbitro: | Linn Andersson |

|              |           |                 |
| Vukčević 60’ | Marcatori | 90+1’ Vanagaitė |

### Classifica marcatrici
5 reti
- Marija Vukčević

4 reti
- Heidi Sevdal
- Dorianne Theuma (1 rig.)

2 reti
- Furtuna Velaj
- Nino Pasikashvili

- Sonata Vanagaitė

- Rachel Cuschieri

1 rete
- Ellvana Curo
- Suada Jashari
- Dafina Memedov
- Rannvá Andreasen
- Íðunn Magnussen

- Lela Chichinadze
- Khatia Chkonia
- Tatiana Matveeva
- Raimonda Bložytė
- Rita Mažukelyte

- Sophie Maurer
- Nicole Buttigieg
- Ylenia Carabott
- Emma Xuerreb
- Armisa Kuć

## Fase a gironi

### Sorteggio
Il sorteggio si è svolto il 16 aprile 2013. Le squadre sono state divise in 6 fasce, in base ai risultati ottenuti nelle qualificazioni al Campionato europeo 2009, al Campionato mondiale 2011 e al Campionato europeo 2013.
| Urna A                                                        | Urna B                                                     | Urna C                                                        | Urna D                                                                | Urna E                                                                | Urna F                                                        |
| ------------------------------------------------------------- | ---------------------------------------------------------- | ------------------------------------------------------------- | --------------------------------------------------------------------- | --------------------------------------------------------------------- | ------------------------------------------------------------- |
| Germania Svezia Francia Inghilterra Norvegia Italia Danimarca | Islanda Finlandia Russia Paesi Bassi Spagna Scozia Ucraina | Svizzera Polonia Rep. Ceca Austria Belgio Irlanda Bielorussia | Ungheria Serbia Romania Portogallo Galles Slovacchia Irlanda del Nord | Slovenia Grecia Turchia Bosnia ed Erzegovina Bulgaria Israele Estonia | Kazakistan Croazia Macedonia Malta Fær Øer Albania Montenegro |

### Gruppo 1
| Squadra    | Pt | G  | V  | N | P | GF | GS | DR  |
| ---------- | -- | -- | -- | - | - | -- | -- | --- |
| Germania   | 30 | 10 | 10 | 0 | 0 | 62 | 4  | +58 |
| Russia     | 22 | 10 | 7  | 1 | 2 | 19 | 18 | +1  |
| Irlanda    | 17 | 10 | 5  | 2 | 3 | 13 | 9  | +4  |
| Croazia    | 8  | 10 | 2  | 2 | 6 | 7  | 20 | -13 |
| Slovenia   | 6  | 10 | 2  | 0 | 8 | 7  | 34 | -27 |
| Slovacchia | 4  | 10 | 1  | 1 | 8 | 6  | 29 | -23 |

|            | Croazia (bandiera) | Germania (bandiera) | Irlanda (bandiera) | Russia (bandiera) | Slovacchia (bandiera) | Slovenia (bandiera) |
| ---------- | ------------------ | ------------------- | ------------------ | ----------------- | --------------------- | ------------------- |
| Croazia    |                    | 0–8                 | 1–1                | 1–3               | 0–1                   | 1–0                 |
| Germania   | 4–0                |                     | 2–0                | 9–0               | 9–1                   | 4–0                 |
| Irlanda    | 1–0                | 2–3                 |                    | 1–3               | 2–0                   | 2–0                 |
| Russia     | 1–0                | 1–4                 | 0–0                |                   | 3–1                   | 4–1                 |
| Slovacchia | 1–1                | 0–6                 | 0–1                | 0–2               |                       | 1–3                 |
| Slovenia   | 0–3                | 0–13                | 0–3                | 1–2               | 2–1                   |                     |

### Gruppo 2
| Squadra   | Pt | G  | V | N | P | GF | GS | DR  |
| --------- | -- | -- | - | - | - | -- | -- | --- |
| Spagna    | 28 | 10 | 9 | 1 | 0 | 42 | 2  | +40 |
| Italia    | 25 | 10 | 8 | 1 | 1 | 48 | 5  | +43 |
| Rep. Ceca | 14 | 10 | 4 | 2 | 4 | 21 | 18 | +3  |
| Romania   | 11 | 10 | 3 | 2 | 5 | 18 | 11 | +7  |
| Estonia   | 7  | 10 | 2 | 1 | 7 | 8  | 33 | -25 |
| Macedonia | 1  | 10 | 0 | 1 | 9 | 6  | 74 | -68 |

|           | Estonia (bandiera) | Italia (bandiera) | Macedonia (bandiera) | Rep. Ceca (bandiera) | Romania (bandiera) | Spagna (bandiera) |
| --------- | ------------------ | ----------------- | -------------------- | -------------------- | ------------------ | ----------------- |
| Estonia   |                    | 1–5               | 1–1                  | 1–4                  | 0–2                | 0–5               |
| Italia    | 4–0                |                   | 15–0                 | 6–1                  | 1–0                | 0–0               |
| Macedonia | 0–2                | 0–11              |                      | 1–3                  | 1–9                | 0–10              |
| Rep. Ceca | 6–0                | 0–4               | 5–2                  |                      | 0–0                | 0–1               |
| Romania   | 0–3*               | 1–2               | 6–1                  | 0–0                  |                    | 0–2               |
| Spagna    | 6–0                | 2–0               | 12–0                 | 3–2                  | 1–0                |                   |

- a tavolino

### Gruppo 3
| Squadra   | Pt | G  | V | N | P  | GF | GS | DR  |
| --------- | -- | -- | - | - | -- | -- | -- | --- |
| Svizzera  | 28 | 10 | 9 | 1 | 0  | 53 | 1  | +52 |
| Islanda   | 19 | 10 | 6 | 1 | 3  | 29 | 9  | +20 |
| Danimarca | 18 | 10 | 5 | 3 | 2  | 25 | 6  | +19 |
| Israele   | 12 | 10 | 4 | 0 | 6  | 9  | 27 | -18 |
| Serbia    | 10 | 10 | 3 | 1 | 6  | 16 | 34 | -18 |
| Malta     | 0  | 10 | 0 | 0 | 10 | 0  | 55 | -55 |

|           | Danimarca (bandiera) | Islanda (bandiera) | Israele (bandiera) | Malta (bandiera) | Serbia (bandiera) | Svizzera (bandiera) |
| --------- | -------------------- | ------------------ | ------------------ | ---------------- | ----------------- | ------------------- |
| Danimarca |                      | 1–1                | 0–1                | 8–0              | 3–1               | 0–1                 |
| Islanda   | 0–1                  |                    | 3–0                | 5–0              | 9–1               | 0–2                 |
| Israele   | 0–5                  | 0–1                |                    | 2–0              | 3–1               | 0–5                 |
| Malta     | 0–5                  | 0–8                | 0–3*               |                  | 0–3               | 0–5                 |
| Serbia    | 1–1                  | 1–2                | 3–0                | 5–0              |                   | 0–7                 |
| Svizzera  | 1–1                  | 3–0                | 9–0                | 11–0             | 9–0               |                     |

### Gruppo 4
| Squadra              | Pt | G  | V  | N | P | GF | GS | DR  |
| -------------------- | -- | -- | -- | - | - | -- | -- | --- |
| Svezia               | 30 | 10 | 10 | 0 | 0 | 32 | 1  | +31 |
| Scozia               | 24 | 10 | 8  | 0 | 2 | 37 | 8  | +29 |
| Polonia              | 16 | 10 | 5  | 1 | 4 | 20 | 14 | +6  |
| Bosnia ed Erzegovina | 9  | 10 | 2  | 3 | 5 | 7  | 19 | -12 |
| Irlanda del Nord     | 5  | 10 | 1  | 2 | 7 | 3  | 19 | -16 |
| Fær Øer              | 2  | 10 | 0  | 2 | 8 | 3  | 41 | -38 |

|                      | Bosnia ed Erzegovina (bandiera) | Irlanda del Nord (bandiera) | Fær Øer (bandiera) | Polonia (bandiera) | Scozia (bandiera) | Svezia (bandiera) |
| -------------------- | ------------------------------- | --------------------------- | ------------------ | ------------------ | ----------------- | ----------------- |
| Bosnia ed Erzegovina |                                 | 1–0                         | 2–0                | 1–1                | 1–3               | 0–1               |
| Irlanda del Nord     | 0–0                             |                             | 3–0                | 0–3                | 0–2               | 0–4               |
| Fær Øer              | 1–1                             | 0–0                         |                    | 0–3                | 2–7               | 0–5               |
| Polonia              | 3–1                             | 4–0                         | 6–0                |                    | 0–4               | 0–4               |
| Scozia               | 7–0                             | 2–0                         | 9–0                | 2–0                |                   | 1–3               |
| Svezia               | 3–0                             | 3–0                         | 5–0                | 2–0                | 2–0               |                   |

### Gruppo 5
| Squadra     | Pt | G  | V | N | P | GF | GS | DR  |
| ----------- | -- | -- | - | - | - | -- | -- | --- |
| Norvegia    | 27 | 10 | 9 | 0 | 1 | 41 | 5  | +36 |
| Paesi Bassi | 25 | 10 | 8 | 1 | 1 | 43 | 6  | +37 |
| Belgio      | 19 | 10 | 6 | 1 | 3 | 34 | 11 | +23 |
| Portogallo  | 12 | 10 | 4 | 0 | 6 | 19 | 21 | -2  |
| Grecia      | 3  | 10 | 1 | 0 | 9 | 6  | 49 | -43 |
| Albania     | 3  | 10 | 1 | 0 | 9 | 3  | 54 | -51 |

|             | Albania (bandiera) | Belgio (bandiera) | Grecia (bandiera) | Norvegia (bandiera) | Paesi Bassi (bandiera) | Portogallo (bandiera) |
| ----------- | ------------------ | ----------------- | ----------------- | ------------------- | ---------------------- | --------------------- |
| Albania     |                    | 0–6               | 1–0               | 0–11                | 0–4                    | 0–3                   |
| Belgio      | 2–0                |                   | 11–0              | 1–2                 | 0–2                    | 4–1                   |
| Grecia      | 4–0                | 1–7               |                   | 0–5                 | 0–6                    | 1–5                   |
| Norvegia    | 7–0                | 4–1               | 6–0               |                     | 0–2                    | 2–0                   |
| Paesi Bassi | 10–1               | 1–1               | 7–0               | 1–2                 |                        | 3–2                   |
| Portogallo  | 7–1                | 0–1               | 1–0               | 0–2                 | 0–7                    |                       |

### Gruppo 6
| Squadra     | Pt | G  | V  | N | P  | GF | GS | DR  |
| ----------- | -- | -- | -- | - | -- | -- | -- | --- |
| Inghilterra | 30 | 10 | 10 | 0 | 0  | 52 | 1  | +51 |
| Ucraina     | 22 | 10 | 7  | 1 | 2  | 34 | 9  | +25 |
| Galles      | 19 | 10 | 6  | 1 | 3  | 18 | 9  | +9  |
| Turchia     | 12 | 10 | 4  | 0 | 6  | 12 | 31 | -19 |
| Bielorussia | 6  | 10 | 2  | 0 | 8  | 12 | 31 | -19 |
| Montenegro  | 0  | 10 | 0  | 0 | 10 | 6  | 53 | -47 |

|             | Bielorussia (bandiera) | Galles (bandiera) | Inghilterra (bandiera) | Montenegro (bandiera) | Turchia (bandiera) | Ucraina (bandiera) |
| ----------- | ---------------------- | ----------------- | ---------------------- | --------------------- | ------------------ | ------------------ |
| Bielorussia |                        | 0–3               | 0–3                    | 3–1                   | 1–2                | 1–3                |
| Galles      | 1–0                    |                   | 0–4                    | 4–0                   | 1–0                | 1–1                |
| Inghilterra | 6–0                    | 2–0               |                        | 9–0                   | 8–0                | 4–0                |
| Montenegro  | 1–7                    | 0–3               | 0–10                   |                       | 2–3                | 1–4                |
| Turchia     | 3–0                    | 1–5               | 0–4                    | 3–1                   |                    | 0–1                |
| Ucraina     | 8–0                    | 1–0               | 1–2                    | 7–0                   | 8–0                |                    |

### Gruppo 7
| Squadra    | Pt | G  | V  | N | P | GF | GS | DR  |
| ---------- | -- | -- | -- | - | - | -- | -- | --- |
| Francia    | 30 | 10 | 10 | 0 | 0 | 54 | 3  | +51 |
| Austria    | 21 | 10 | 7  | 0 | 3 | 31 | 14 | +17 |
| Finlandia  | 21 | 10 | 7  | 0 | 3 | 27 | 9  | +18 |
| Ungheria   | 12 | 10 | 4  | 0 | 6 | 20 | 25 | -5  |
| Kazakistan | 4  | 10 | 1  | 1 | 8 | 8  | 30 | -22 |
| Bulgaria   | 1  | 10 | 0  | 1 | 9 | 3  | 62 | -59 |

|            | Austria (bandiera) | Bulgaria (bandiera) | Finlandia (bandiera) | Francia (bandiera) | Kazakistan (bandiera) | Ungheria (bandiera) |
| ---------- | ------------------ | ------------------- | -------------------- | ------------------ | --------------------- | ------------------- |
| Austria    |                    | 4–0                 | 3–1                  | 1–3                | 5–1                   | 4–3                 |
| Bulgaria   | 1–6                |                     | 0–8                  | 0–10               | 1–1                   | 0–7                 |
| Finlandia  | 2–1                | 4–0                 |                      | 0–2                | 1–0                   | 4–0                 |
| Francia    | 3–1                | 14–0                | 3–1                  |                    | 7–0                   | 4–0                 |
| Kazakistan | 0–3                | 4–1                 | 0–2                  | 0–4                |                       | 1–2                 |
| Ungheria   | 0–3                | 4–0                 | 0–4                  | 0–4                | 4–1                   |                     |

### Raffronto tra le seconde classificate
Si tiene conto solo dei risultati ottenuti contro la prima, la terza, la quarta e la quinta classificata del girone.
| Gr. | Squadra     | Pt | G | V | N | P | GF | GS | DR  |
| --- | ----------- | -- | - | - | - | - | -- | -- | --- |
| 5   | Paesi Bassi | 19 | 8 | 6 | 1 | 1 | 30 | 6  | +24 |
| 2   | Italia      | 19 | 8 | 6 | 1 | 1 | 22 | 5  | +17 |
| 4   | Scozia      | 18 | 8 | 6 | 0 | 2 | 21 | 6  | +15 |
| 6   | Ucraina     | 16 | 8 | 5 | 1 | 2 | 23 | 8  | +15 |
| 1   | Russia      | 16 | 8 | 5 | 1 | 2 | 14 | 17 | -3  |
| 7   | Austria     | 15 | 8 | 5 | 0 | 3 | 21 | 13 | +8  |
| 3   | Islanda     | 13 | 8 | 4 | 1 | 3 | 16 | 9  | +7  |

## Play-off
I sorteggi si sono tenuti il 23 settembre 2014 a Nyon .
Le partite di andata delle semifinali si sono disputate tra il 25 e il 26 ottobre, quelle di ritorno tra il 29 ed il 30 ottobre 2014. Le due vincitrici hanno disputato la gara di andata della finale il 22 novembre e quella di ritorno il 27 novembre 2014. La vincitrice si qualifica al campionato mondiale 2015.

### Semifinali
| Squadra 1 | Totale | Squadra 2   | Andata | Ritorno |
| --------- | ------ | ----------- | ------ | ------- |
| Scozia    | 1 – 4  | Paesi Bassi | 1 – 2  | 0 – 2   |
| Italia    | 4 – 3  | Ucraina     | 2 – 1  | 2 – 2   |

### Finale
| Squadra 1   | Totale | Squadra 2 | Andata | Ritorno |
| ----------- | ------ | --------- | ------ | ------- |
| Paesi Bassi | 3 – 2  | Italia    | 1 – 1  | 2 – 1   |